# Australijska przygoda
Australijska Przygoda lub Przygoda z piratami (ang. Jumping Ship) – amerykański film należący do kategorii Disney Channel Original Movies. W Polsce premiera tego filmu odbyła się częściowo 2 sierpnia 2010 na Disney XD (przez pomyłkę zamiast 20 odcinka 12 serii Pokémon), a w całości odbyła się 5 sierpnia 2010.

## Opis fabuły
Michael ma wielkie plany, chce spędzić trochę czasu na luksusowym jachcie swojego kuzyna Tommy'iego. Wtedy odkrywa, że jacht o którym mówił Tommy, jest starą, zardzewiałą łodzią rybacką.

## Obsada
- Joseph Lawrence – Michael Woods
- Matthew Lawrence – Jake Hunter
- Andrew Lawrence – Tommy Biggs
- Anthony Wong – Frakes
- Jaime Passier-Armstrong – Jonas
- Martin Dingle-Wall – Dante
- Susan Walters – Jules Biggs
- Stephen Burleigh – Glen Woods
- Todd Worden – Mark Sanders
- Carly Movizio – Heather Hitt
- Jack Heywood – Valet
- Stephen Collins – Gardner

## Polski dubbing
Wersja polska: Sun Studio Polska

Reżyseria: Waldemar Modestowicz

Dialogi: Kamila Klimas-Przybysz

Wystąpili:
- Marcin Hycnar – Michael
- Paweł Ciołkosz – Jake
- Mateusz Narloch – Tommy
- Miłogost Reczek – Glen
- Julia Kołakowska – Jonas
- Karol Wróblewski – Frakes
- Waldemar Barwiński – Mark Snaders
- Agnieszka Judycka
- Paweł Szczesny
- Jakub Tolak
- Magdalena Warzecha
- Zbigniew Konopka

i inni
Lektor: Paweł Bukrewicz